# Hriszto Sztoicskov
Hriszto Sztoicskov (bolgárul: Христо Стоичков; Plovdiv, 1966. február 8. –) bolgár labdarúgóedző, egykori válogatott játékos. Az 1990-es évek egyik kiemelkedő csatáregyénisége. Labdarúgó-tehetségén kívül a pályán tanúsított heves vérmérsékletéről volt híres. 2004-ben a valaha élt 125 legjobb labdarúgó közé választotta a Nemzetközi Labdarúgó-szövetség. Az egykori csatár jelenleg vezetőedzőként dolgozik.

## Sikerei a válogatottal
Első válogatott mérkőzését 1986. október 7-én játszotta az NDK válogatottja ellen, amikor is góllal mutatkozott be. Összesen 83 alkalommal lépett pályára hazája nemzeti tizenegyében, és 37 alkalommal volt eredményes. Részt vett az 1994-es világbajnokságon, ahol a torna gólkirálya lett 6 találattal, csapata pedig negyedik helyezést ért el. Ez volt a bolgár labdarúgás történetének legnagyobb sikere. Szerepelt az 1996-os Európa-bajnokságon és az 1998-as világbajnokságon, de a csapat egyik alkalommal sem tudott túljutni a csoportküzdelmeken. 1999-ben visszavonult a válogatottól, utolsó mérkőzését Anglia ellen játszotta június 9-én.

## Pályafutása
Ifjúsági játékosként az PFK Marica Plovdiv csapatában kezdett futballozni, majd megfordult a Jurij Gagarin Csomagolóanyag-gyár, az USZM Építésgépesítő Gyár és a Hebrosz csapataiban is. Első felnőtt csapata a CSZKA Szófia volt 1984-től. 1990 nyarán került a katalán FC Barcelona együttesébe, itt érte el legnagyobb sikereit. Négyszer nyert spanyol bajnokságot (1991, 1992, 1993, 1994), nyert Bajnokcsapatok Európa Kupáját (1992), Európai Szuperkupát (1992) és Kupagyőztesek Európa Kupáját (1997). 1994-ben a France Football magazin őt tüntette ki Az Év Európai Játékosa címmel (közismertebb nevén az Aranylabdával). A külföldi labdarúgók számának megkötése miatt nem fért be a csapatba, így 1995-ben kölcsönadták az olasz Parma együttesének egy évre, majd visszatért Barcelonába. Nem tudott újra a csapatba kerülni, így 1998-ban végleg távozott a katalán fővárosból. Két év alatt bejárta a szaúdi en-Naszr-t, a CSZKA Szófiát és a japán Kasiva Reysolt. 2000-ben az egyesült államokbeli Chicago Fire csapatához igazolt. Utolsó csapata a DC United volt, ahol 2003-ban játszott egy évig, majd visszavonult.

## Edzői pálya
Visszavonulása után Barcelonában a fiatalokat edzette, majd elvállalta a bolgár válogatott szövetségi kapitányi posztját 2004 nyarán. A válogatott nem tudott kijutni a 2006-os németországi világbajnokságra, a selejtezők során Horvátország és Svédország mögött (igaz Magyarország előtt) a harmadik helyen végzett. 2007. április 10-én lemondott szövetségi kapitányi posztjáról és elfogadja a Celta de Vigo irányítását. Még 2007. október 8-án menesztették a klub gyenge teljesítménye miatt. 2012 januárjában őt nevezték ki a Litex Lovecs vezetőedzőjének.

## Sikerei, díjai

### Csapatokkal
- CSZKA Szófia
  - Bolgár bajnok: 1987, 1989, 1990
  - Bolgár Kupa-győztes: 1985, 1987, 1988, 1989
  - Bolgár Szuperkupa-győztes: 1989
- FC Barcelona
  - Spanyol bajnok: 1991, 1992, 1993, 1994, 1998
  - Spanyol szuperkupa-győztes: 1992, 1993, 1995, 1996
  - Bajnokcsapatok Európa-kupája győztes (mai nevén: UEFA Bajnokok Ligája): 1992
  - Európai Szuperkupa-győztes: 1992, 1997
  - Spanyol Kupa-győztes: 1997
  - Kupagyőztesek Európa-kupája-győztes: 1997
- en-Naszr
  - Ázsiai Kupagyőztesek Kupája-győztes: 1998
- Chicago Fire
  - U.S. Open Cup-győztes: 2000

### Egyénileg
- A bolgár bajnokság gólkirálya: 1989, 1990
- Európai aranycipő: 1989
- A Kupagyőztesek Európa Kupája gólkirálya: 1989
- Aranylabda: 1994
- Az világbajnokság gólkirálya: 1994